# Fareed Zakaria
Fareed Rafiq Zakaria (ur. 20 stycznia 1964 w Mumbaju) – amerykański politolog i publicysta pochodzenia indyjskiego. Od 2000 roku wydaje międzynarodową edycję tygodnika „Newsweek”. Współpracuje z telewizją CNN, gdzie ma swoją cotygodniową audycję pod tytułem Fareed Zakaria Global Public Square.

## Publikacje
- From Wealth to Power (Princeton University Press, 1998) ISBN 0-691-04496-1;
- The Future of Freedom (W.W. Norton & Company, 2003) ISBN 0-393-04764-4; wyd. pol. Przyszłość wolności: demokracja nieliberalna w Stanach Zjednoczonych i na świecie, przeł. Tomasz Bieroń (Fundacja Kultura Liberalna, Multico Oficyna Wydawnicza, Warszawa 2018) ISBN 978-83-940356-9-3;
- The Post-American World (W.W. Norton & Company, 2008) ISBN 0-393-06235-X; wyd. pol. Koniec hegemonii Ameryki, przeł. Stanisław Kroszczyński; wstęp i posł. Andrzej Kostarczyk (Media Lazar Nadir, Warszawa 2009) ISBN 978-83-922453-8-4;
- The Post-American World, Release 2.0 (W.W. Norton & Company, 2011) ISBN 0-393-08180-X;
- In Defense of a Liberal Education (W.W. Norton & Company, 2015) ISBN 978-0-393-24768-8.